# جون الأول، كونت درو
جان (جون) الأول دي درو (بالفرنسية: Jean Ier de Dreux)‏ (1249-1215)؛ كان كونت درو وبرين منذ 1234 حتى وفاته، هو أبن البكر والطفل الثاني لـ روبرت الثالث، كونت درو وأينور دي سان فالير.
كان أحد فرسان لويس التاسع ملك فرنسا، بحيث رافق الملك على عدة حملات أولا في بواتو في 1242 بحيث قاتل معه في معركة تايلنبورغ، وفي 1249 التحق بالملك في الحملة الصليبية السابعة على مصر، ولكنه توفي في نيقوسيا بـ مملكة قبرص قبل وصولهم إلى مصر.
تزوج في 1240 من ماري (1274-1220) أبنة أرتشمبالد الثامن دي دامبيير، لورد بوربون؛ وأنجبت له:-
- روبرت الرابع، كونت درو (1282-1242)؛ خلف والده.[5]
- يولاندا، أصبحت الزوجة الثانية لـ جان الأول، كونت دامارتين.